# Cheilanthes sieberi
Cheilanthes sieberies una especie de helecho de la familia botánica Pteridaceae. Se encuentra en Australia, Nueva Zelanda e islas cercanas.

## Descripción
Este helecho alcanza un tamaño de hasta 25 cm de altura. Es una planta amplia, se encuentra en una gran variedad de hábitats: se produce en zonas áridas, así como los sitios con más de 1500 mm de precipitación media anual. En las zonas del desierto,  crece en la sombra en barrancos rocosos. Sin embargo, cerca de la costa, crece a pleno sol en las grietas de las rocas.

## Pastoreo
El consumo excesivo de este helecho puede causar problemas de salud para las ovejas y el ganado.

## Taxonomía
Cheilanthes sieberi fue descrita por Gustav Kunze y publicado en Plantae Preissianae 2(1): 112, en el año 1846.
Sinonimia
- Cheilanthes tenuifolia f. gracilior Domin
- Cheilanthes humilis (G.Forst.) P.S.Green
- Cheilanthes tenuifolia (Burm.f.) Sw[6]